# Генрих I (граф Родеза)

Графство Родез и виконтство Карла на карте южной Франции

Генрих I (Henri I de Rodez) (ум. 1222 в Палестине) — граф Родеза, виконт Карла.
Внебрачный сын графа Гуго II Родезского от его любовницы Бертранды д’Амалон.
В 1208 году умер граф Родеза Гильом — единокровный брат Генриха. Он завещал свои владения графу Оверни Ги (двоюродному брату). Тот передал Родез Раймонду VI Тулузскому, а тот, в свою очередь, — Генриху I.
Впервые упоминается с титулом графа в документах 1214 года. Также получил другие владения отца — виконтство Карла и несколько сеньорий. В том же 1214 году принёс оммаж Симону де Монфору, в 1219 году дал клятву верности его сыну Амори де Монфору.
В завещании, составленном в 1219 году, завещал старшему сыну Гуго графство Родез и виконтство Карла, Гиберту — замки Вик, Понминак и Мармеисса, дочери и жене — деньги.
Жена — Алькайэтта д’Эскорайль, дама Бенавана, Вика и Мармеиссы, дочь Ги II д’Эскорайля.
Дети:
- Гуго IV ум. 1274)
- Гиберт
- Гиза.